# Championnat d'Inde d'échecs
Le championnat d'Inde d'échecs est une compétition organisée par la Fédération indienne des échecs depuis 1955 pour les hommes et  depuis 1974 pour les femmes.

## Championnat masculin
Le championnat masculin a été créé en 1955 par l'association échiquéenne Andhra State Chess Association. À l'origine joué tous les deux ans, il devient annuel à partir de 1971. Sa première édition a eu lieu à Eluru, dans l'Andhra Pradesh, du 15 au 28 mai 1955 et a été remporté à égalité par Ramchandra Sapre et D. Venkaya. Trois cadences existent : la cadence normale, les parties rapides et le blitz. En 2019, Aravindh Chithambaram remporte les trois cadences. Il est le premier à les remporter toutes les trois dans la même année.
Voici les différents champions par année (cadence normale) : 
| N°    | Année                   | Ville            | Champion                             |
| ----- | ----------------------- | ---------------- | ------------------------------------ |
| 1     | 1955                    | Eluru            | Ramchandra Sapre D. Venkayya         |
| 2     | 1957                    | Pune             | Ramdas Gupta                         |
| 3     | 1959                    | Delhi            | Manuel Aaron                         |
| 4     | 1961                    | Hyderabad        | Manuel Aaron                         |
| 5     | 1963                    | Bombay           | Farooq Ali                           |
| 6     | 1966                    | Madras           | Rusi Madon                           |
| 7     | 1967                    | Pune             | Nasir Ali                            |
| 8     | 1969                    | Bangalore        | Manuel Aaron                         |
| 9     | 1971                    | Bikaner          | Manuel Aaron                         |
| 10    | 1972                    | Simla            | Manuel Aaron                         |
| 11    | 1973                    | Ahmedabad        | Manuel Aaron                         |
| 12    | 1975                    | Rourkela         | Manuel Aaron                         |
| 13    | 1976                    | Patna            | Ravi Sekhar                          |
| 14    | 1976                    | Calcutta         | Manuel Aaron                         |
| 15    | 1978                    | Cochin           | Rafiq Khan                           |
| 16    | 1979                    | Tiruchi          | Tiruchi N. Parameswaram              |
| 17    | 1979                    | Vijayawada       | Ravi Sekhar                          |
| 18    | 1981                    | New Delhi        | Manuel Aaron                         |
| 19    | 1982                    | Kanpur           | Praveen Thipsay                      |
| 20    | 1983                    | Agartala         | Dibyendu Barua                       |
| 21    | 1984                    | Ahmedabad        | Praveen Thipsay                      |
| 22    | 1985                    | Tenali           | Praveen Thipsay                      |
| 23    | 1986                    | Bombay           | Viswanathan Anand                    |
| 24    | 1987                    | Tumkur           | Viswanathan Anand                    |
| 25    | 1988                    | Neyveli          | Viswanathan Anand                    |
| 26    | 1989                    | Bikaner          | Praveen Thipsay                      |
| 27    | 1990                    | Kozhikode        | Devaki V. Prasad                     |
| 28    | 1991                    | Pondichéry       | Devaki V. Prasad                     |
| 29    | 1992                    | Patna            | Praveen Thipsay                      |
| 30    | 1993                    | Pune             | Praveen Thipsay                      |
| 31    | 1994                    | Hyderabad        | Praveen Thipsay                      |
| 32    | 1995                    | Madras           | Ponnuswamy Konguvel                  |
| 33    | 1996                    | Kanhangad        | Tiruchi Parameswaran                 |
| 34    | 1997                    | Bhilai           | Abhijit Kunte                        |
| 35    | 1998                    | Muzaffarpur      | Dibyendu Barua                       |
| 36    | 1999                    | Nagpur           | Krishnan Sasikiran                   |
| 37    | 2000                    | Bombay           | Abhijit Kunte                        |
| 38    | 2001                    | Delhi            | Dibyendu Barua                       |
| 39    | 2002                    | Nagpur           | Krishnan Sasikiran                   |
| 40    | 2003                    | Bombay           | Krishnan Sasikiran                   |
| 41    | 2003                    | Kozhikode        | Surya Shekhar Ganguly                |
| 42    | 2004                    | Visakhapatnam    | Surya Shekhar Ganguly                |
| 43    | 2006                    | Visakhapatnam    | Surya Shekhar Ganguly                |
| 44    | 2007                    | Atul             | Surya Shekhar Ganguly                |
| 45    | 2008                    | Chennai          | Surya Shekhar Ganguly                |
| 46    | 2008                    | Mangalore        | Surya Shekhar Ganguly,               |
| 47    | 2009                    | New Delhi        | Baskaran Adhiban                     |
| 48    | 2010                    | New Delhi        | Parimarjan Negi                      |
| 49    | 2011                    | Aurangabad       | Abhijeet Gupta                       |
| 50    | 2012                    | Calcutta         | G. Akash                             |
| 51    | 2013                    | Jalgaon          | Krishnan Sasikiran                   |
| 52    | 2014                    | Kottayam         | S.P. Sethuraman                      |
| 53    | 2015                    | Tiruvarur        | Karthikeyan Murali                   |
| 54    | 2016                    | Lucknow          | Karthikeyan Murali                   |
| 55    | 2017                    | Patna            | Lalith Babu                          |
| 56    | 2018                    | Jammu            | Chithambaram Aravindh                |
| 57    | 2019                    | Majitar          | Chithambaram Aravindh,               |
| 58 59 | Mars 2022 Décembre 2022 | Kanpur New Delhi | Arjun Erigaisi Karthik Venkataraman, |
| 60    | 2023                    | Pune             | Panayappan Sethuraman                |
| 61    | 2024                    | Gurugram         | Karthik Venkataraman                 |

## Championnat féminin
Le championnat d'Inde d'échecs féminin a été créé en 1974. Il est dominé pendant les dix premières années par les sœurs Khadilkar : Vasanti, Jayshree et Rohini, la plus jeune et la plus titrée.
Voici les différentes championnes par année : 
| Nr    | Année                   | Ville                 | Championne                   |
| ----- | ----------------------- | --------------------- | ---------------------------- |
| 1     | 1974                    | Bangalore             | Vasanti Khadilkar            |
| 2     | 1975                    | Calcutta              | Jayshree Khadilkar           |
| 3     | 1976                    | Kottayam              | Rohini Khadilkar             |
| 4     | 1977                    | Hyderabad             | Rohini Khadilkar             |
| 5     | 1979                    | Chennai               | Rohini Khadilkar             |
| 6     | 1979                    | Sangli                | Jayshree Khadilkar           |
| 7     | 1981                    | New Delhi             | Rohini Khadilkar             |
| 8     | 1982                    | Rajnandgaon           | Jayshree Khadilkar           |
| 9     | 1983                    | Bikaner               | Jayshree Khadilkar           |
| 10    | 1983                    | Kottayam              | Rohini Khadilkar             |
| 11    | 1985                    | Nagpur                | Bhagyashree Sathe            |
| 12    | 1986                    | Jalandhar             | Bhagyashree Sathe            |
| 13    | 1987                    | Calcutta              | Saritha Reddy                |
| 14    | 1988                    | Kurukshetra           | Bhagyashree Sathe            |
| 15    | 1989                    | Durg                  | Anupama Abhyankar            |
| 16    | 1990                    | Vijayawada            | Anupama Abhyankar            |
| 17    | 1991                    | Kozhikode             | Bhagyashree Thipsay          |
| 18    | 1991                    | Bombay                | Anupama Gokhale              |
| 19    | 1993                    | Kozhikode             | Anupama Gokhale              |
| 20    | 1994                    | Bangalore             | Bhagyashree Thipsay          |
| 21    | 1995                    | Chennai               | Subbaraman Vijayalakshmi     |
| 22    | 1996                    | Salem                 | Mrunalini Kunte              |
| 23    | 1997                    | Calcutta              | Anupama Gokhale              |
| 24    | 1998                    | Bombay                | Subbaraman Vijayalakshmi     |
| 25    | 1999                    | Kozhikode             | Subbaraman Vijayalakshmi     |
| 26    | 2000                    | Bombay                | Subbaraman Vijayalakshmi     |
| 27    | 2001                    | New Delhi             | Subbaraman Vijayalakshmi     |
| 28    | 2002                    | Lucknow               | Subbaraman Vijayalakshmi     |
| 29    | 2003                    | Bombay                | Aarthie Ramaswamy            |
| 30    | 2003                    | Kozhikode             | Humpy Koneru                 |
| 31    | 2005                    | Bangalore             | Nisha Mohota                 |
| 32    | 2006                    | Vizag                 | Swati Ghate                  |
| 33    | 2006                    | Chennai               | Tania Sachdev                |
| 34    | 2007                    | Pune                  | Tania Sachdev                |
| 35    | 2008                    | New Delhi             | Kruttika Nadig               |
| 36    | 2009                    | Chennai               | Harika Dronavalli            |
| 37    | 2010                    | Bhubaneswar           | Swaminathan Soumya           |
| 38    | 2011                    | Chennai               |                              |
| 39    | 2012                    | Jalgaon               |                              |
| 40    | 2013                    | Calcutta              |                              |
| 41    | 2014                    | Sangli                | Padmini Rout                 |
| 42    | 2015                    | Calcutta              | Padmini Rout                 |
| 43    | 2016                    | New Delhi             | Padmini Rout                 |
| 44    | 2017                    | Ahmedabad             | Padmini Rout                 |
| 45    | 2018                    | Jaipur                | Bhakti Kulkarni              |
| 46    | 2019                    | Karaikudi             | Bhakti Kulkarni              |
| 47 48 | Mars 2022 Décembre 2022 | Bhubaneswar New Delhi | Divya Deshmukh               |
| 49    | 2023                    | Ahmedabad             | Padmini Rout, Divya Deshmukh |
| 50    | 2024                    | Karaikudi             | PV Nandhidhaa                |

## Champions d'échecs par correspondance de l'Inde
En 1951, la Correspondence Chess Association for India (CCAI) fut fondée et organisa les championnats nationaux jusqu'au milieu de la décennie suivante,lorsque l'activité déclina et fut finalement dissoute.  En 1993 l'All India Correspondence Chess Federation (AICCF) est  née et porsuit son action, rebaptisée All India Web Chess Federation (AIWCF) depuis 2021.
Champions CCAI 
1. T.C. Tulci (1953-1956)
2. H.D. Katki - S. Sah (1957-1960)
3. V.S.K. Menon (1961-1962)
4. Haresh Samtani (1963-1964)
5. T.C. Tulci (1965-1966)

Champions AICCF/AIWCF
1. A.G. Nagradjane (1995-1998)
2. K. Lhouvum (1996-1999)
3. N.R. Anil Kumar (1997-2000)
4. N.R. Anil Kumar (1999-2002)
5. Sunil Somani (2001-2004)
6. P.B. Dhanish (2003-2007)  [14]
7. P.B. Dhanish (2006-2011)  [15]
8. P.B. Dhanish (2009-2011)  [16]
9. Pavan Tulumuri Kumar (2010-2013)  [17]
10. Pavan Tulumuri Kumar (2011-2013)  [18]
11. Om Prakash (2012-2017)  [19]
12. K.V.S. Sastry (2013-2017)  [20]
13. Gautam De (2015-2017)  [21]
14. Kalapi Trivedi (2015-2017)  [22]
15. Lalit Kapoor (2017-2019)  [23]
16. Om Prakash (2017-2020)  [24]
17. Gautam De (2019-2020)  [25]
18. Om Prakash (2020-2022)  [26]
19. Om Prakash (2021-2023)  [27]
20. Pervez Godrez Mandviwala (2022-2023)  [28]